# Ringvägen, Island

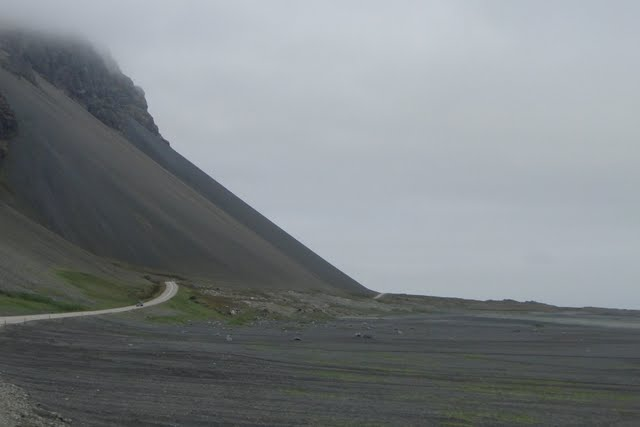
Ringvägen på östra Island

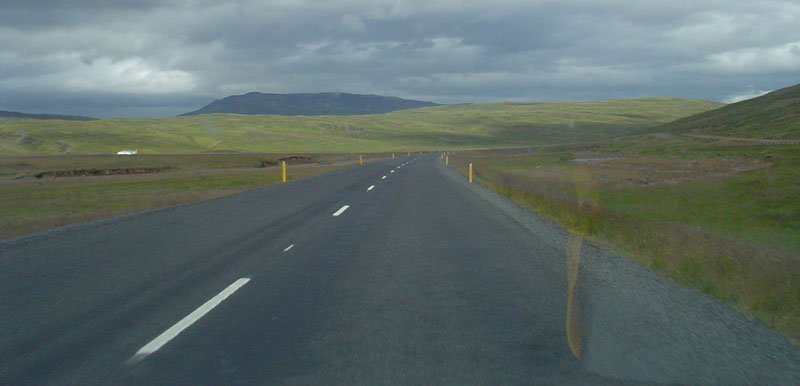
Ringvägen nära Borgarfjörður.

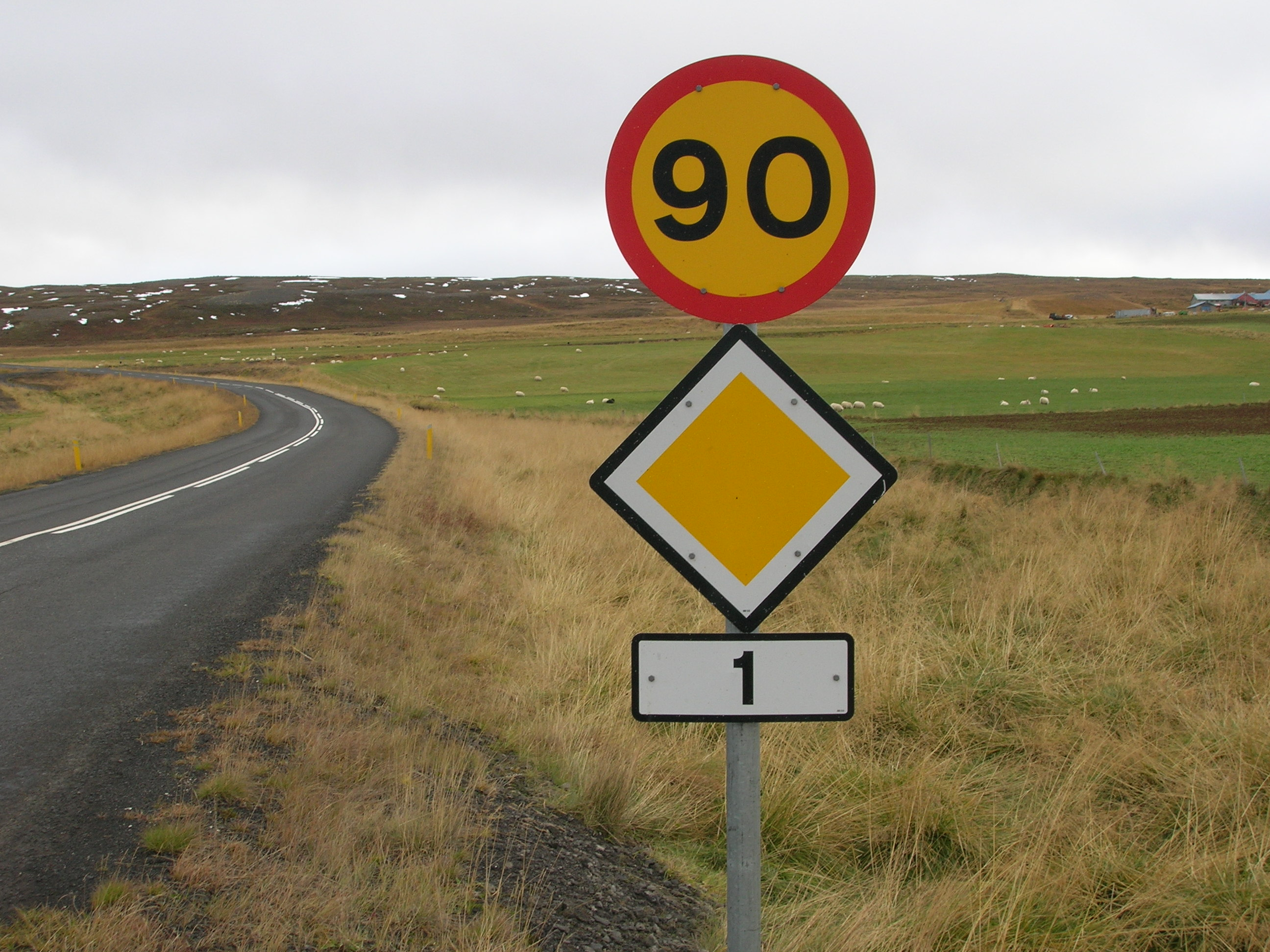
Skylt utmed Ringvägen, nära Goðafoss.

Ringvägen (isländska: Hringvegurinn) eller Riksväg 1 (isländska: Þjóðvegur 1), är huvudvägen på Island, som går runt hela ön och sammankopplar de olika delarna med varandra. Den totala sträckan är 1 339 kilometer. Sedan 2019 är hela sträckan belagd med asfalt.
Ringvägen färdigbyggdes 1974 i och med att Skeiðarárbrú på sydöstra Island invigdes. Skeiðarárbrú är landets längsta bro på 880 meter. Den har spolats bort ett par gånger i samband med jökellopp.

## Tätorter längs Ringvägen
Orterna ligger i ordning medurs från Reykjavik. Numren hänvisar till kartan:
- Reykjavik (1)
- Mosfellsbær
- Borgarnes (2)
- Bifröst
- Blönduós (3)
- Akureyri (4)
- Reykjahlíð
- Egilsstaðir (5)
- Reyðarfjörður
- Eskifjörður
- Fáskrúðsfjörður
- Stöðvarfjörður
- Breiðdalsvík
- Djúpivogur
- Höfn (6)
- Kirkjubæjarklaustur
- Vík í Mýrdal (Vík)
- Skógar
- Hvolsvöllur
- Hella
- Selfoss (7)
- Hveragerði

## Tunnlar
Exempel på befintliga och framtida vägtunnlar:
- Hvalfjörðurtunneln
- Almannaskarðtunneln
- Vaðlaheiðitunneln (under anläggande)